# Rautojaure (Gällivare socken, Lappland)
Rautojaure är en sjö i Gällivare kommun i Lappland och ingår i Kalixälvens huvudavrinningsområde. Sjön har en area på 0,0852 kvadratkilometer och ligger 553,1 meter över havet. Rautojaure ligger i Lina fjällurskog Natura 2000-område.

## Delavrinningsområde
Rautojaure ingår i det delavrinningsområde (748390-168505) som SMHI kallar för Ovan 747646-168946. Medelhöjden är 557 meter över havet och ytan är 46,46 kvadratkilometer. Det finns ett avrinningsområde uppströms, och räknas det in blir den ackumulerade arean 67,75 kvadratkilometer. Håmojåkka som avvattnar avrinningsområdet har biflödesordning 3, vilket innebär att vattnet flödar genom totalt 3 vattendrag innan det når havet efter 262 kilometer. Avrinningsområdet består mestadels av skog (85 procent) och sankmarker (12 procent). Avrinningsområdet har 0,55 kvadratkilometer vattenytor vilket ger det en sjöprocent på 1,2 procent.